# فرانك نيلسون كول
فرانك نيلسون كول (بالإنجليزية: Frank Nelson Cole)‏ هو رياضياتي أمريكي، ولد في 20 سبتمبر 1861 في Ashland, Massachusetts ‏ في الولايات المتحدة، وتوفي في 26 مايو 1926 في نيويورك في الولايات المتحدة.